# سارة مزور
بيرجيت سارة مزور (بالسويدية:  Birgit Sara Mazur ) هي فيزيائية ومهندسة كهربائية ومديرة تنفيذية سويدية، وُلدت في الثامن من مايو لعام 1966 في العاصمة السويدية ستوكهولم

## حياتها
نشأت سارة في ستوكهولم والتحقت بالمعهد الملكي للتكنولوجيا وتخرجت في عام 1994 حاصلة على شهادة في فيرياء البلازما، كما أنها تعل في شركة إريكسون منذ عام 1995 و في شهر نوفمبر لعام 2012 أصبحت نائبة رئيس الإدارة ورئيسة قسم الأبحاث.

اُنتخبت سارة في عام 2007 لتصبح عضوة في الأكاديمية الملكية السويدية للعلوم الهندسية، وفي عام 2015 حصلت على الدكتوراة الفخرية من جامعة لوليا للتكنولوجيا.

## وصلات خارجية
- مقالة عن سارة مزور في مجلة IVA Atuellt، ص 8-12 (باللغة السويدية)

- السيرة الذاتية لسارة مزور على موقع شركة Investot AB (باللغة الإنجيليزية)

- معلومات حول سارة مزور على موقع شركة إريسكون (باللغة الإنجيليزية)